# Penisa oblataria
Penisa oblataria là một loài bướm đêm trong họ Noctuidae.